# Ligne de Francfort à Wiesbaden
La ligne Francfort – Wiesbaden, également appelée Taunus-Eisenbahn, est une ligne de chemin de fer située en Allemagne reliant Wiesbaden à Francfort.